# Kazumasa Sakai

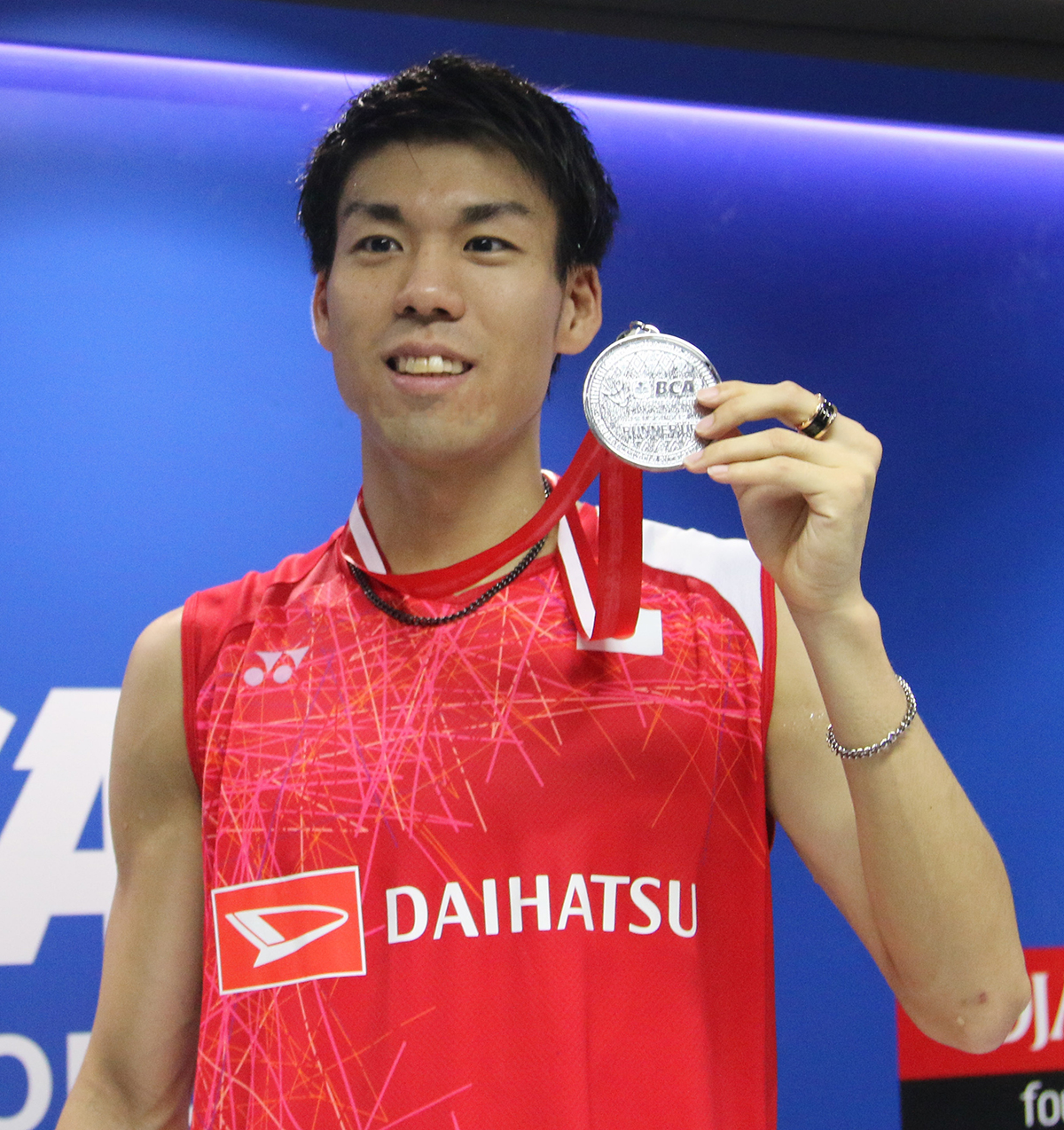
Kazumasa Sakai, 2017

Kazumasa Sakai (jap. 坂井一将, Sakai Kazumasa; * 13. Februar 1990) ist ein japanischer Badmintonspieler. 

## Karriere
Kazumasa Sakai wurde bei den New Zealand Open 2011 und den Osaka International 2011 jeweils Fünfter im Herreneinzel. Im gleichen Jahr nahm er auch an der Badminton-Asienmeisterschaft teil. Bei den Canada Open 2011 erkämpfte er sich Rang drei. 2012 fuhr er bei den Osaka International seinen ersten internationalen Turniersieg ein, dem bei den Russia Open gleich der nächste folgte.

## Referenzen
- http://www.unisys.co.jp/badminton/team/sakai.html

| Personendaten    | Personendaten                |
| ---------------- | ---------------------------- |
| NAME             | Sakai, Kazumasa              |
| ALTERNATIVNAMEN  | 坂井一将                     |
| KURZBESCHREIBUNG | japanischer Badmintonspieler |
| GEBURTSDATUM     | 13. Februar 1990             |